# Masalia roseivena
Heliothis roseivena là một loài bướm đêm trong họ Noctuidae.